# Chanoinerie de Carrouges
Pour les articles homonymes, voir Carrouges (homonymie).
La chanoinerie, souvent désignée par le terme chapitre, est un ensemble d'édifices situé à Carrouges, en France. Ces bâtiments sont aujourd'hui un point d'accueil touristique et un musée du parc naturel régional Normandie-Maine (maison du parc).

## Localisation
Les bâtiments sont situés dans le département français de l'Orne, au sud du bourg de Carrouges, à l'entrée nord du château.

## Architecture et mobilier
La chapelle du chapître ou chapelle Notre-Dame-du-Bon-Confort (bâtiment rectangulaire transformé en grange) et le logis du XVe siècle sont inscrits au titre des monuments historiques depuis le 31 octobre 1941, la chapelle de la chanoinerie est classée depuis le 28 décembre 1948.

### Acticles connexes
- Liste des monuments historiques de l'Orne